# Gonzalo Luján
Gonzalo Luján (Buenos Aires, 27 de abril de 2001) es un futbolista argentino y se destaca en la posición de defensa y su equipo actual es el Inter de Miami de la Major League Soccer Fue internacional con la Selección de fútbol sub-23 de Argentina.

## Trayectoria

### San Lorenzo de Almagro
Formado en las inferiores de San Lorenzo, Luján debutó en el primer equipo el 26 de mayo de 2021 ante Huachipato por la Copa Sudamericana, aun sin contrato profesional. Precisamente firmó su primer contrato con el club en diciembre de 2021 por un año. En marzo de 2022, Luján renovó su contrato con el club y en julio de 2024, previo a viajar con la selección argentina sub-23 a los Juegos Olímpicos, renovó nuevamente el contrato.

### MLS
El 16 de enero de 2025,  Inter de Miami, anuncia la contratación de Gonzalo Luján, hasta el final de la temporada 2027, con una opción para que el Club extienda el contrato para la temporada 2028 

## Selección nacional

### Categoría sub-23
El 31 de agosto de 2023 Gonzalo Lujan fue convocado a la selección por primera vez. A pesar de no haber jugado ningún minuto en partidos sub-23 oficiales, jugó varios partidos amistosos y volvió a ser convocado en repetidas ocasiones por Javier Mascherano.

#### Participaciones en Juegos Olímpicos
| Torneo                | Sede  | Resultado        | Partidos | Goles |
| --------------------- | ----- | ---------------- | -------- | ----- |
| Juegos Olímpicos 2024 | París | Cuartos de final | 3        | 0     |

## Estadísticas

### Clubes
- Actualizado al último partido disputado el 30 de mayo de 2024.

| Club                                   | Div.          | Temporada     | Liga  | Liga  | Liga   | Copas nacionales | Copas nacionales | Copas nacionales | Copas internacionales | Copas internacionales | Copas internacionales | Total | Total | Total  |
| Club                                   | Div.          | Temporada     | Part. | Goles | Asist. | Part.            | Goles            | Asist.           | Part.                 | Goles                 | Asist.                | Part. | Goles | Asist. |
| -------------------------------------- | ------------- | ------------- | ----- | ----- | ------ | ---------------- | ---------------- | ---------------- | --------------------- | --------------------- | --------------------- | ----- | ----- | ------ |
| C. A. San Lorenzo de Almagro Argentina | 1.ª           | 2021          | 5     | 0     | 0      | -                | -                | -                | 1                     | 0                     | 0                     | 6     | 0     | 0      |
| C. A. San Lorenzo de Almagro Argentina | 1.ª           | 2022          | 13    | 0     | 0      | -                | -                | -                | -                     | -                     | -                     | 13    | 0     | 0      |
| C. A. San Lorenzo de Almagro Argentina | 1.ª           | 2023          | 32    | 0     | 0      | 2                | 0                | 0                | 8                     | 0                     | 0                     | 42    | 0     | 0      |
| C. A. San Lorenzo de Almagro Argentina | 1.ª           | 2024          | 11    | 0     | 1      | 1                | 0                | 0                | 6                     | 0                     | 0                     | 18    | 0     | 1      |
| C. A. San Lorenzo de Almagro Argentina | Total club    | Total club    | 61    | 0     | 1      | 3                | 0                | 0                | 15                    | 0                     | 0                     | 79    | 0     | 1      |
| Total carrera                          | Total carrera | Total carrera | 61    | 0     | 1      | 3                | 0                | 0                | 15                    | 0                     | 0                     | 79    | 0     | 1      |

### Selección sub-23
- Actualizado al último partido disputado el 11 de febrero de 2024.

| Selección                  | Año   | Amistoso | Amistoso | Amistoso | Campeonato sudamericano | Campeonato sudamericano | Campeonato sudamericano | Copa mundial | Copa mundial | Copa mundial | Total | Total | Total  |
| Selección                  | Año   | Part.    | Goles    | Asist.   | Part.                   | Goles                   | Asist.                  | Part.        | Goles        | Asist.       | Part. | Goles | Asist. |
| -------------------------- | ----- | -------- | -------- | -------- | ----------------------- | ----------------------- | ----------------------- | ------------ | ------------ | ------------ | ----- | ----- | ------ |
| Argentina sub-23 Argentina | 2023  | 4        | 0        | 0        | -                       | -                       | -                       | -            | -            | -            | 4     | 0     | 0      |
| Argentina sub-23 Argentina | 2024  | -        | -        | -        | 5                       | 0                       | 0                       | -            | -            | -            | 5     | 0     | 0      |
| Total                      | Total | 4        | 0        | 0        | 5                       | 0                       | 0                       | 0            | 0            | 0            | 9     | 0     | 0      |